# Cascada de Todtnau

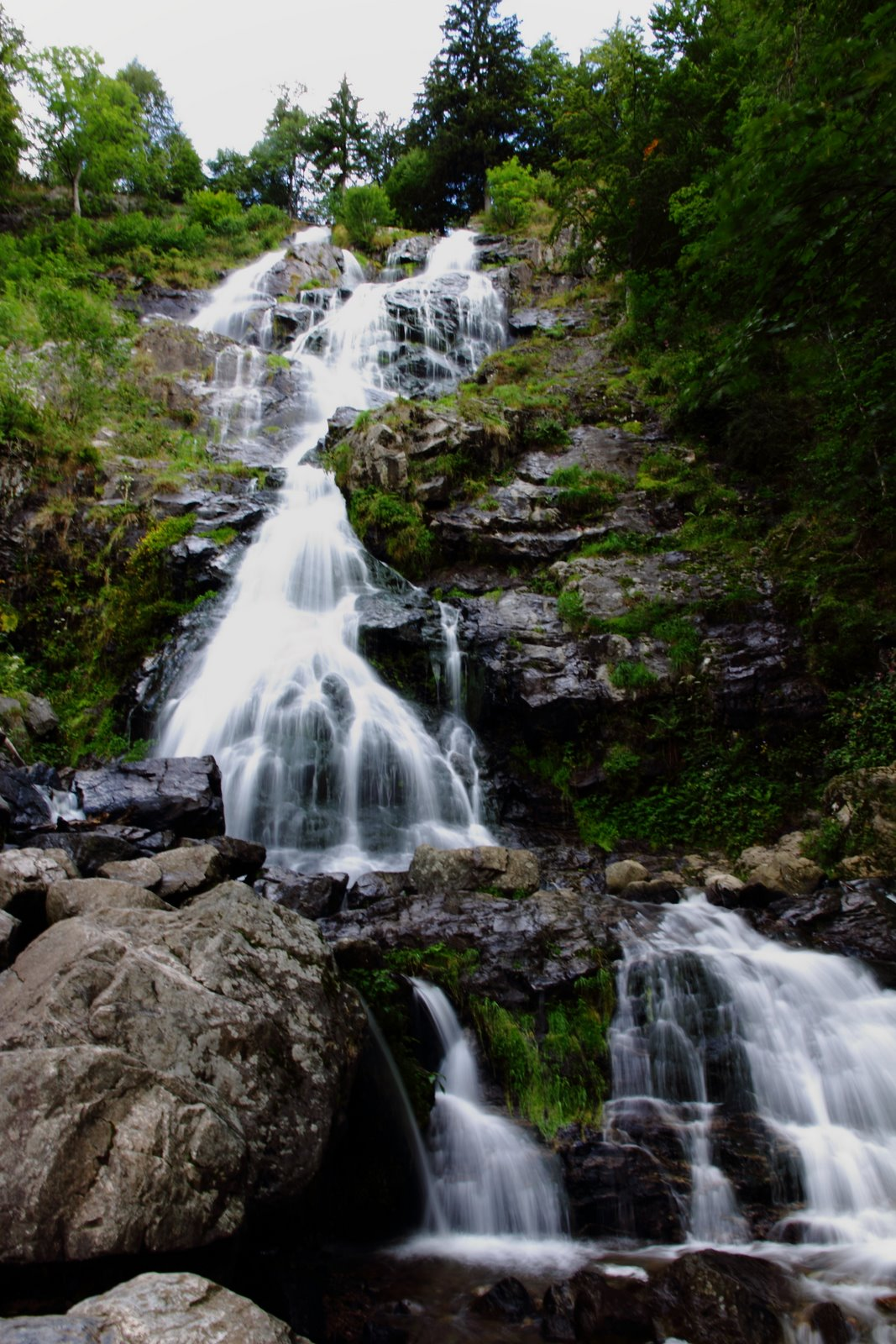
Cascada de Todtnau

La Cascada de Todtnau (en alemán: Todtnauer Wasserfall) se encuentra entre las aldeas Todtnauberg y Aftersteg que son barrios des Todtnau en la Selva Negra Meridional en Baden-Wurtemberg, Alemania. Con 97 metros es la cascada natural más grande de Alemania.